# Мухаммед I ибн Хайсам
Мухаммед I ибн Хайсам (IX век) — второй ширваншах.
Наследовал престол от своего отца Хайсам ибн Халида. Продолжал как и отец вести войны против «неверных».